# Roland Dumas
Pour les articles homonymes, voir Dumas.
Roland Dumas est un avocat et homme politique français né le 23 août 1922 à Limoges (Haute-Vienne) et mort le 3 juillet 2024 à Paris. Proche de François Mitterrand, il est notamment ministre des Relations extérieures de 1984 à 1986 et des Affaires étrangères de 1988 à 1993. Il préside ensuite le Conseil constitutionnel de 1995 à 2000.

## Biographie

### Jeunesse
Roland Dumas naît le 23 août 1922 à Limoges en Haute-Vienne. Il est le fils de Georges Dumas, fonctionnaire des impôts détaché à la mairie de Limoges pour gérer les régies des services publics municipaux, et d'Élisabeth Lecanuet. Membre de la SFIO, interdite par les autorités de Vichy, et de l'Armée secrète, Georges Dumas est arrêté sur dénonciation à la Gestapo le 24 mars 1944, comme chef régional du Noyautage des administrations publiques (NAP), puis fusillé deux jours plus tard à Brantôme (Dordogne), avec vingt-quatre autres résistants par des éléments de la Légion nord-africaine placée sous le commandement d’Alexandre Villaplane. Une avenue de Limoges porte son nom.
Roland Dumas s'engage dans les Mouvements unis de la Résistance (MUR), pour lesquels il transporte des armes dans la région de Grenoble au profit des maquis. Organisateur du boycott de l'Orchestre philharmonique de Berlin par les étudiants lyonnais le 18 mai 1942, il est arrêté par la police française et fait l'objet d'un internement administratif pour motif politique au fort Barraux entre le 19 et le 31 mai 1942. Il s'en évade, avec quelques camarades, la veille de sa remise en liberté.
À la Libération, il reçoit la croix de guerre 1939-1945 et la croix du combattant volontaire.
Il obtient une licence en droit à l'université de Paris, en travaillant parallèlement dans une agence de presse, l’Agence économique et financière (AGEFI), où il traduit des dépêches aux côtés de Pierre Viansson-Ponté et Pierre Charpy, plus particulièrement celles traitant du Proche-Orient. Il est diplômé de l'École libre des sciences politiques (section Finances publiques, 1945) puis de la London School of Economics (LSE). Il suit une formation à l'École des langues orientales (INALCO),.

### Avocat politique
Roland Dumas pense à une carrière de chanteur lyrique pour satisfaire sa passion pour la musique et l'opéra. Entre 1949 et 1955, il collabore à l'Agefi comme chef du service étranger, à L'Information,, et au Nouveau journal, et couvre en particulier la conférence de Genève sur l'Indochine.
Puis, il s'inscrit au barreau en 1950. En plaidant en décembre 1953, aux côtés de Robert Badinter, pour le résistant communiste Georges Guingouin, proche de son père, victime d'une machination l'accusant de meurtre, qui bénéficie d'un non-lieu en 1959, et en assistant Me Paul Baudet, qui a obtenu l'acquittement en 1954 du secrétaire général de la défense Jean Mons, soupçonné d'avoir livré des secrets au PCF dans l'affaire des fuites, il gagne la reconnaissance dans les prétoires,.
Cette dernière affaire touche également le ministre de l'Intérieur sous le gouvernement de Pierre Mendès France, François Mitterrand, dont il est l'avocat avec François Sarda lors de l'attentat de l'Observatoire en 1959, et avec qui il tisse des liens fidèles malgré des positions différentes sur le Proche-Orient et la décolonisation.
Il défend également Francis Jeanson, organisateur des réseaux de financement du FLN lors de la guerre d'Algérie, est partie civile lors de l'affaire Ben Barka et lors de l'affaire Marković. Georges Pompidou affirme que l'avocat s'est « rué » à Belgrade pour se faire désigner comme avocat par la famille Marković. Il le classe, dans cette affaire, au rang des « personnages déplaisants ». Roland Dumas assiste Alexander Marković lorsque celui-ci fait auprès du juge Patard, le 9 janvier 1969, une déposition fantaisiste évoquant un dîner réunissant les Pompidou et les Delon, auquel il aurait participé avec son frère Stevan, la future victime.
Roland Dumas plaide dans le procès des assassins de Jean de Broglie. À cette époque, il écope de six mois de suspension pour indiscipline.
Il s'associe un temps avec l'avocat Jean-Marc Varaut, installant leur cabinet avenue Hoche (Paris).
Défenseur du journal Le Canard enchaîné dans les années 1970 et jusqu'en 1983, il plaide contre Jacques Foccart, dans le procès intenté par celui-ci contre l'hebdomadaire après la parution d'un article intitulé « La commode à Foccart » dans lequel il était indiqué que Jacques Foccart faisait écouter et enregistrer toutes les conversations qui se tenaient à l'Élysée. Il porte plainte au nom du journal dans l'affaire des écoutes de l'hebdomadaire dites des « plombiers du Canard », et défend l'hebdomadaire lors du procès intenté par François et Jacques Giscard d'Estaing dans l'affaire des diamants de Jean-Bedel Bokassa.
Jean Genet, Jacques Lacan, Luciano Pavarotti, Marc Chagall, les héritiers d'Alberto Giacometti, de Giorgio De Chirico et de Georges Braque, Mouammar Kadhafi (qu'il soutient lors de la guerre civile de 2011) sont de ses clients et amis. Il se constitue une importante collection d'art. Pablo Picasso le charge du retour de Guernica à Madrid quand l'Espagne sera redevenue démocratique,.

### Député socialiste
Ami de François Mitterrand, il prend, pour les élections législatives de janvier 1956, la tête de la liste dissidente de la SFIO dans la Haute-Vienne, laissée par le sénateur et premier adjoint de Limoges, Gaston Charlet. La liste remporte 20 610 voix et 11,5 % des suffrages exprimés. Roland Dumas est élu député seul, malgré le meilleur score obtenu par le sénateur.
Apparenté UDSR, il est secrétaire de la Commission de la production industrielle et siège à celle de la presse. Il est l'auteur de huit propositions de loi, signe deux résolutions, s'investit dans les débats du projet de loi concernant les œuvres cinématographiques comme rapporteur et par plusieurs amendements le 20 avril 1956, et exprime, le 14 décembre 1956, la position de la commission de la presse à propos du projet de loi sur la propriété littéraire et artistique. Il s'oppose au traité de Rome instituant la Communauté européenne, dans laquelle il craint la puissance allemande. Il défend également ses positions contre la guerre d'Algérie en faisant voter un amendement le 17 juillet 1957, empêchant l'assignation à résidence en Algérie des individus réputés « dangereux » dans le cadre de la reconduction des mesures exceptionnelles de la loi du 16 mars 1956, et en s'opposant à un amendement au projet de loi sur l'amnistie dans certains territoires d'outremer, jugé insuffisant.
Il est des trois députés sur quatorze de l'UDSR qui refusent l'investiture du général de Gaulle en 1958, aux côtés de François Mitterrand. Aux élections suivantes, il ne résiste pas à la victoire gaulliste.
Il est élu député FGDS de Corrèze de mars 1967 en battant Jean Charbonnel, secrétaire d'État aux Affaires étrangères, chargé de la Coopération, mais est battu en juin 1968. Candidat contre Jacques Chaban-Delmas à Bordeaux lors des élections municipales de 1977, il est élu député socialiste de Dordogne en juin 1981, mars 1986 puis juin 1988, sans s'y implanter réellement.
Étant ministre pendant cette période, il ne siège que de juin 1981 à janvier 1984, puis, dans l'opposition, de mars 1986 à mai 1988. Il est cependant président de la commission des Affaires étrangères du 9 octobre 1986 au 6 avril 1987, ayant été élu grâce aux voix des députés du Front national. En mars 1993, il est emporté par la « vague bleue », malgré ou à cause de la promesse du don à l'hôpital de Sarlat, d'un scanner fourni par la fondation de Nahed Ojjeh, fille du ministre syrien Moustapha Tlass,.

### Ministre sous François Mitterrand
Quand François Mitterrand est élu président de la République, Roland Dumas est au premier rang de la cérémonie du 21 mai au Panthéon, pour laquelle il organise un récital de Plácido Domingo grâce à sa position de défenseur de l'Opéra de Paris. Pour autant, il n'entre pas au gouvernement, et se voit confier des missions plus discrètes. Se répand alors un mot attribué à François Mitterrand : « J'ai deux avocats : pour le droit, c'est Badinter, pour le tordu, c'est Dumas »,.
Au cours de l'année 1983, il est l'émissaire spécial de François Mitterrand auprès du colonel Kadhafi. Il tente de dissuader la Libye d'envahir le Tchad via une rébellion nord-tchadienne, ce qui aurait forcé la France à intervenir pour maintenir le régime en place. Kadhafi lui promet de ne pas pénétrer au sud du 15e parallèle. Le Tchad est ainsi provisoirement coupé en deux, mais le régime de N'Djaména est maintenu grâce à l'action de la France.
Grâce à sa proximité avec la femme d'affaires Nahed Ojjeh, il effectue aussi plusieurs visites secrètes auprès du président syrien Hafez el-Assad.
En décembre 1983, il est nommé ministre des Affaires européennes puis, en plus, porte-parole du gouvernement (en juin 1984). En décembre 1984, il est nommé ministre des Relations extérieures du gouvernement de Laurent Fabius et s'engage notamment pour trouver une solution au conflit israélo-palestinien. En tant que ministre des Affaires étrangères, Roland Dumas signe l'Acte unique européen le 17 février 1986. Il est élu président de la commission des Affaires étrangères de l'Assemblée nationale pendant la session parlementaire de l'automne 1986 grâce aux voix du Front national et d'un membre anonyme de la majorité RPR et UDF (le vote eut lieu à bulletin secret) contre Bernard Stasi ; lequel Front national donnera ses voix à Valéry Giscard d'Estaing aux sessions de 1987. Il retrouve le Quai d'Orsay après la seconde victoire de François Mitterrand en 1988, malgré la tentative de Michel Rocard, Premier ministre nommé, de l'en écarter au motif qu'il préférait un diplomate de carrière. Il y demeure jusqu'en 1993, représentant la France à l'occasion de la réunification allemande, de la fin de l'URSS et du déclenchement de la guerre du Golfe, qu'il soutient.

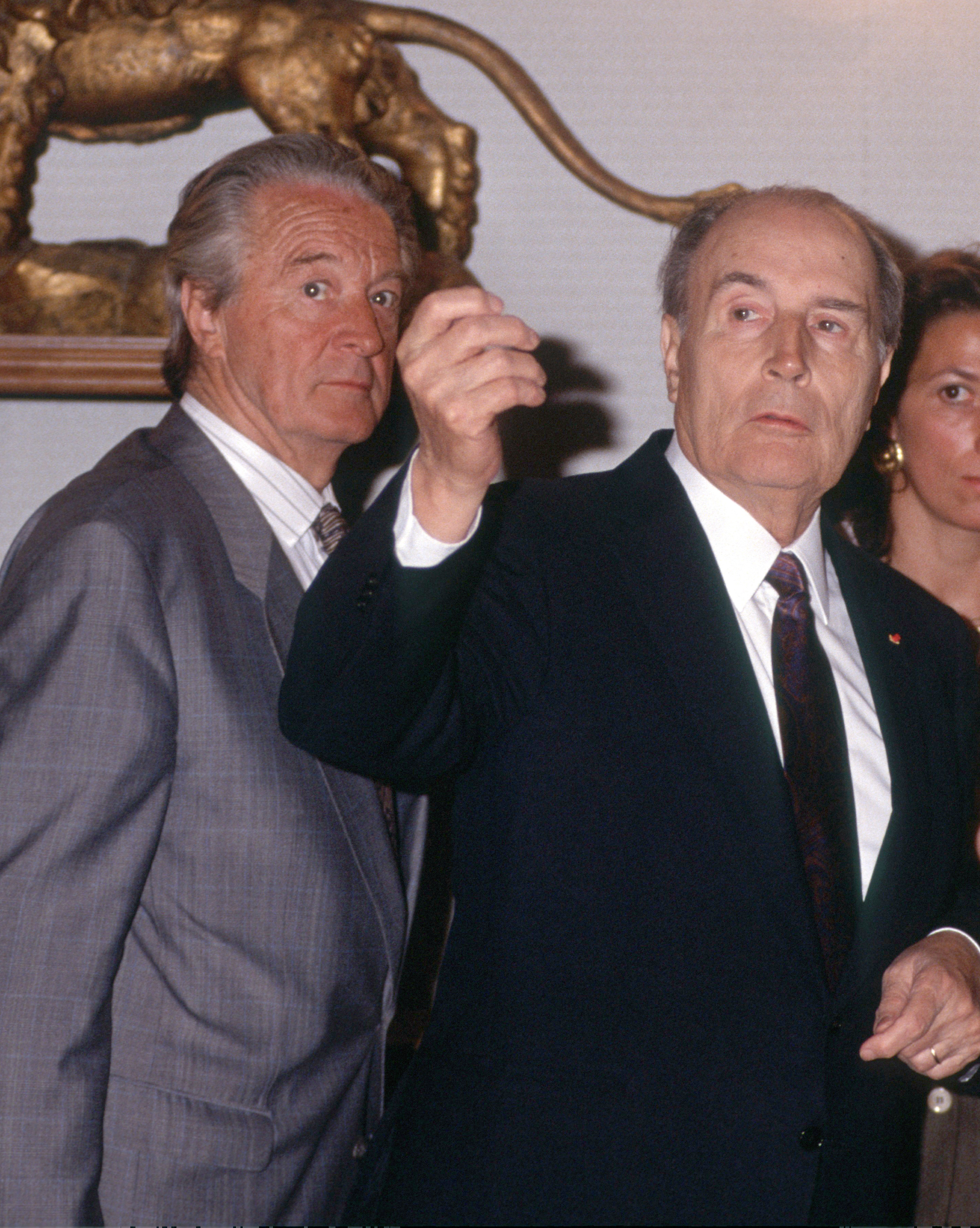
Roland Dumas et François Mitterrand en 1994.

Son action diplomatique est notamment marquée par ses efforts en vue de (avec Pierre Truche, procureur général près la Cour de cassation) créer un tribunal international (TPIY) pour juger les crimes de guerre en Yougoslavie. Le 22 février 1996, le président de la Cour, M. Cassese, est reçu par Roland Dumas (alors président du Conseil constitutionnel) et au palais de l'Élysée par Jean-David Levitte, chef de la cellule diplomatique du président Jacques Chirac, qui l'assure du « soutien sans faille » de la France à l'action du Tribunal. Mais selon les confidences ensuite recueillies en 1998 par Pierre Hazan (ancien journaliste suisse, écrivain et expert en médiation des conflits armés, membre du Centre pour le dialogue humanitaire) auprès de Roland Dumas, si la France a alors proposé et porté ce tribunal, c'était à la fois pour créer un bouclier pour se protéger elle-même (afin d'éviter toute accusation ultérieure de complicité des crimes commis par les bosno-serbes), et pour créer une épée de Damoclès visant à freiner ou stopper les violations graves du droit international humanitaire sur le territoire de l'ex-Yougoslavie (exactions commises à compter du 1er janvier 1991, lors des guerres de Yougoslavie (guerre de Croatie, guerre de Bosnie-Herzégovine et guerre du Kosovo).
Homme de réseau, franc-maçon, membre du Grand Orient de France à partir de 1980,, profitant de la confiance totale du président de la République, il incarne la Françafrique mitterrandienne, qui s'articule notamment autour d'Omar Bongo et d'Elf, en contact direct avec le président de la République, au détriment des Premiers ministres, et s'appuyant sur son entregent et ses collaborateurs plutôt que sur la diplomatie des fonctionnaires du Quai d'Orsay.
Il effectue également, hors fonctions officielles, des missions secrètes au profit de François Mitterrand en Afrique et au Proche-Orient, mais aussi pour la politique intérieure, comme quand il rencontre Roland Gaucher, membre du bureau politique du Front national durant l'entre-deux-tours de la présidentielle de 1988, pour s'assurer que l'extrême droite n'appellera pas à faire battre le candidat socialiste,.

### Président du Conseil constitutionnel
Le 22 février 1995, deux mois avant la fin du mandat de François Mitterrand, Roland Dumas est nommé par le président de la République à la tête du Conseil constitutionnel et prête serment le 8 mars suivant. L'accueil par les sages de la rue de Montpensier, qui lui reprochent, selon Raphaëlle Bacqué, une « certaine amoralité » en comparaison de son prédécesseur Robert Badinter, est froid, mais il séduit rapidement par son esprit.
Le 11 octobre 1995, Roland Dumas convainc ses collègues de valider les comptes de campagne d'Édouard Balladur et Jacques Chirac, malgré les dépassements et les recettes injustifiées, pour ne pas à avoir à annuler l'élection présidentielle,,. En 2015, il confirme que ces comptes étaient « manifestement irréguliers ».
Sous sa présidence, le Conseil constitutionnel a notamment rendu une décision affirmant que l'immunité judiciaire du président de la République s'imposait même pour les crimes et délits de droit commun[réf. nécessaire].
Mis en cause dans une affaire politico-financière (Elf, frégates, etc.), Roland Dumas est contraint, tout d'abord, à se mettre en congé de la présidence du Conseil constitutionnel, le 24 mars 1999 (laissant le doyen d'âge Yves Guéna assurer l'intérim). Dumas démissionne le 29 février 2000 et Yves Guéna prend la présidence du Conseil le 1er mars, à la suite de sa nomination par le président de la République Jacques Chirac.

### Activités professionnelles et politiques
Après le Conseil constitutionnel, il retrouve la robe d'avocat, réinstallant son cabinet quai de Bourbon, dans l'ancien atelier de Camille Claudel.
À l'extérieur des instances du Parti socialiste, où il est peu apprécié, et tenu à l'écart du cercle des mitterrandiens, il conserve une place médiatique de défenseur de l'ancien président après la mort de celui-ci, comme lors du procès des écoutes de la cellule de l'Élysée, en janvier 2005. Lors de l'élection présidentielle de 2007, il apporte son soutien à la candidate socialiste Ségolène Royal.

### Affaires judiciaires
À partir de 1997, Roland Dumas est cité dans les affaires Elf et des frégates de Taïwan, pour ce qui devient l'affaire Elf, autour du rôle d'intermédiaire joué par sa maîtresse Christine Deviers-Joncour. Il décide de suspendre l'exercice de ses fonctions le 24 mars 1999, puis est contraint à la démission de la présidence du Conseil constitutionnel le 29 février 2000. Il accède toutefois à l'honorariat en 2002.
Condamné en première instance à six mois de prison ferme et deux ans avec sursis, il obtient la relaxe en appel en janvier 2003 et est reconnu innocent de l'ensemble des chefs d'accusation qui l'avaient amené devant la justice.
Également poursuivi pour complicité d'abus de confiance, dans le cadre de la succession du sculpteur Alberto Giacometti dont il est l'exécuteur testamentaire, Roland Dumas a été condamné, de manière définitive, à douze mois d'emprisonnement avec sursis et 150 000 euros d'amende par le rejet de son pourvoi par la Cour de cassation le 10 mai 2007.
Le 12 juin 2015, le parquet de Nîmes le renvoie en correctionnelle pour « recel de détournements de fonds publics ». L’affaire porte sur une étude sur la vidéosurveillance et un système de lecture automatique de plaques d’immatriculation. La justice soupçonne que cette étude sur la vidéosurveillance, qui avait été commandée à Roland Dumas par Gilbert Baumet lorsqu’il était maire de Pont-Saint-Esprit (Gard), ait en réalité servi à payer une partie des honoraires d’avocat de Roland Dumas dans une autre affaire où il conseillait Gilbert Baumet.

### Polémiques et prises de position
Roland Dumas est l'un des premiers soutiens de Dieudonné en 2006. Il se laisse photographier avec Bruno Gollnisch, Jany Le Pen, et Alain Soral, selon Raphaëlle Bacqué, et signe une lettre de recommandation pour l'entrée au barreau de Louis Aliot,.
En décembre 2010, il agite le monde médiatique et politique en se rendant quelques jours en Côte d'Ivoire avec son confrère Jacques Vergès pour défendre les positions du président socialiste Laurent Gbagbo, qui conteste la victoire d'Alassane Ouattara à l'élection présidentielle, déclarée par la commission électorale indépendante et plusieurs pays étrangers. Selon Libération, Dumas aurait été convaincu de s'y rendre par Marcel Ceccaldi, conseiller de plusieurs chefs d’État africains, conseiller juridique du FN et ancien proche de Jean-Marie Le Pen. Selon Dumas, qui dénonce le « néocolonialisme » de la « France de Sarkozy », « Vergès et moi ne voyions pas de quel droit la France s'autorisait à intervenir dans une querelle électorale qui ne la concernait pas ».
La même année, il déclare à Hicham Hamza, d'Oumma.com, ne pas croire « à ce qui a été raconté » au sujet des attentats du 11 septembre 2001.
Il déclare sa croyance dans un complotisme sur Radio Courtoisie le 23 septembre 2013, avançant que les guerres au Moyen-Orient et la destruction de la Syrie seraient un moyen de favoriser l'émancipation d'Israël dans la région.
Interrogé le 16 février 2015 sur BFM TV et RMC, lorsque Jean-Jacques Bourdin lui demande à propos de Manuel Valls, alors Premier ministre, « Il est sous influence juive ? », Roland Dumas répond : « Probablement, je peux le penser, tout le monde a un peu d'influence. On en a d'abord beaucoup sous l'influence de sa femme », visant Anne Gravoin,. Ces propos sont critiqués et qualifiés d'antisémites par certaines personnalités politiques et médiatiques, notamment des responsables du Parti socialiste dont il est issu. Il réitère ses accusations et refuse de retirer ses propos lors d'un entretien accordé à France 24.
Roland Dumas est aussi un défenseur de la cause palestinienne. Il a dénoncé la réintégration de la France dans l'OTAN et la guerre de Libye en 2011, dans un pamphlet écrit avec Jacques Vergès.
Il se définit comme un franc-maçon qui n'est « plus guère pratiquant », « le dernier gaulliste de gauche », marqué par la personne de Georges Guingouin. S'il éprouve de la sympathie pour quelques hommes de droite, il se dit opposé aux politiques de droite.

### Vie privée
Encore étudiant, Roland Dumas épouse le 22 décembre 1951 dans le 12e arrondissement de Paris Théodora Voultepsis (née en 1920 à Athènes), ancienne Miss Grèce, dont il divorce le 29 novembre 1954. Il vit ensuite avec l'artiste lyrique Maria Murano (1918-2009).
Le 22 avril 1961, il se remarie avec Anne-Marie Lillet, alors âgée de 17 ans et avec laquelle il a une fille, Delphine, et deux fils, David et Damien dont François Mitterrand est le parrain. Le couple, séparé, vit à Paris puis à Saint-Selve (Gironde). À la fin des années 1980, il entretient une liaison avec Christine Deviers-Joncour, qui sera impliquée dans l'affaire Dumas.
Il partage une grande proximité avec Nahed Ojjeh, qui fut sa maîtresse depuis au moins 1993 jusqu'en 1995. Cette relation prend fin quand des diplomates israéliens et américain inquiets de cette liaison entre le ministre français des Affaires étrangères de la France avec la fille du ministre syrien de la Défense, Mustapha Tlass, laissent fuiter l’information. Cette relation secrète lui vaudra les surnoms de « Roland de Damas » et de « lion de la Tlass »,.
Roland Dumas s'est dit athée. Il s'est pourtant recueilli dans une église quand il a appris la mort de son père.

### Mort
Roland Dumas meurt le 3 juillet 2024 à l'âge de 101 ans,,,, à son domicile parisien (acquis en 1956), sis quai de Bourbon, sur l’île Saint-Louis. Ses obsèques se tiennent le 10 juillet à Limoges, sa ville natale, puis il est inhumé au cimetière de Louyat. Il était devenu, après la mort de Pierre Pommier survenue le 20 juin, l'un des deux derniers députés de la Quatrième République  encore en vie avec Jean-Marie Le Pen, lequel meurt six mois plus tard.

## Détail des mandats et fonctions

### Mandats de député
- Député UDSR-RDA (élu en Haute-Vienne) de 1956 à 1958
- Député FGDS (élu dans la 2e circonscription de la Corrèze) de 1967 à 1968
- Député socialiste :
  - pour la 1re circonscription de la Dordogne de 1981 à 1984 (nommé au gouvernement)
  - pour le département de la Dordogne de 1986 à 1988
  - pour la 4e circonscription de la Dordogne en 1988 (nommé au gouvernement)

### Mandats locaux
- Conseiller municipal de Saint-Laurent-sur-Manoire (Dordogne) de 1989 à 1995.

### Fonctions gouvernementales
- Ministre des Affaires européennes (gouvernement Pierre Mauroy (3) et gouvernement Laurent Fabius) de 1983 à 1984
- Porte-parole du gouvernement (gouvernement Pierre Mauroy (3) et gouvernement Laurent Fabius) en 1984
- Ministre des Relations extérieures (gouvernement Laurent Fabius) de 1984 à 1986
- Ministre d'État, ministre des Affaires étrangères (gouvernements Rocard I et II, Cresson, Bérégovoy) de 1988 à 1993

### Autres fonctions
- Président de la commission des Affaires étrangères de l'Assemblée nationale de 1986 à 1987
- Président du Conseil constitutionnel français du 8 mars 1995 au 29 février 2000
- Président de l'Institut François-Mitterrand de 1996 à 1999[réf. nécessaire].

## Distinctions

### Décorations
- Officier de la Légion d'honneur (1993)[50] ; chevalier (1957)
- Croix de guerre 1939-1945
- Croix du combattant volontaire de la guerre de 1939-1945
- Grand-croix, 1re classe version spéciale de l'ordre du Mérite (Allemagne)
- Grand-croix de l'ordre d'Isabelle la Catholique (Espagne)
- Grand-croix de l'ordre du Mérite du Portugal (1987)[51]

### Titre honorifique
Docteur honoris causa de l'université de Londres

## Publications
- J'ai vu vivre la Chine,  Fayard, 1960.
- Les Avocats, Grasset, 1977 (ISBN 978-2-246-00432-5).
- Le Droit de l'information, PUF, 1981.
- Plaidoyer pour Roger Gilbert-Lecomte, Éditions Gallimard, 1985  (ISBN 978-2-07-070401-9).
- La Propriété littéraire et artistique, PUF, 1987  (ISBN 978-2-13-039874-5).
- Le Peuple assemblé, Flammarion, 1989  (ISBN 978-2-08-066053-4).
- Le Fil et la Pelote, Plon, 1996  (ISBN 978-2-259-18046-7).
- L'Épreuve, les preuves, Michel Lafon, 2003  (ISBN 978-2-84098-531-0).
- Affaires étrangères, tome I (1981-1988), Fayard, 2007  (ISBN 978-2-213-63017-5).
- Entretiens avec Roland Dumas, avec Laure Adler, éd. M. de Maule, 2010  (ISBN 978-2-87623-265-5).
- Crimes et fraudes en Côte d'Ivoire, avec Jacques Vergès, Édite, 2011  (ISBN 978-2-84608-306-5).
- Sarkozy sous BHL (avec Jacques Vergès), éd. Pierre-Guillaume de Roux, 2011, 128 p.
- Coups et blessures : 50 ans de secrets partagés avec François Mitterrand, Le Cherche midi, 2011  (ISBN 978-2-7491-1745-4).
- Dans l'œil du Minotaure : le labyrinthe de mes vies, avec Alain Bouzy, Le Cherche midi, 2013  (ISBN 978-2-7491-2996-9).
- Nouveaux enjeux internationaux. Guerre ou paix (avec Charles Crettien), Le Cherche midi, 2014.
- Politiquement incorrect, Le Cherche midi, 2015  (ISBN 978-2-7491-3608-0).
- Picasso, ce volcan jamais éteint (co-écrit avec Thierry Savatier), éd. Bartillat, 2018. (ISBN 978-2-84100-652-6).

## Filmographie
- 2007 : Les Prédateurs, téléfilm de Lucas Belvaux sur l'affaire Elf dans lequel Roland Dumas est incarné par Paul Barge